# عسل‌خوار سررگه‌ای
عسل‌خوار سررگه‌ای (نام علمی: Pycnopygius stictocephalus) نام یک گونه از تیره عسل‌خوار است.